# Jamie Dimon
James Dimon (Nueva York, 13 de marzo de 1956) es un hombre de negocios multimillonario norteamericano. Desde el año 2005 ejerce el cargo de presidente y director ejecutivo (CEO) de JPMorgan Chase, el más grande de los cuatro grandes bancos estadounidenses. Anteriormente estuvo en la junta directiva del Banco de la Reserva Federal de Nueva York. Fue incluido en las listas de 2006, 2008, 2009 y 2011 de la revista Time de las 100 personas más influyentes del mundo. El patrimonio neto de Dimon se estima en $ 1.8 mil millones.
Dimon es uno de los pocos directores ejecutivos de bancos que se ha convertido en multimillonario. En parte se debe a que posee una participación de $485 millones de dólares en JPMorgan Chase. Recibió un paquete salarial de 23 millones de dólares para el año fiscal 2011, más que cualquier otro director ejecutivo de un banco en los EE. UU. Sin embargo, JPMorgan Chase redujo su compensación a $ 11,5 millones en 2012 tras una serie de controvertidas pérdidas comerciales que ascendieron a $ 6 mil millones. Recibió $ 29,5 millones en el año fiscal 2017.

## Temprana edad y educación
Jamie Dimon nació en la ciudad de Nueva York, siendo uno de los tres hijos de los inmigrantes griegos Theodore y Themis (de soltera Kalos) Dimon. Asistió a The Browning School. Su abuelo paterno fue un inmigrante griego que cambió el apellido de Papademetriou a Dimon para que sonara francés, y ejerció como banquero en Esmirna (ahora Izmir) y Atenas. Tiene un hermano mayor, Peter, y un hermano gemelo fraterno, Ted. Su padre y abuelo fueron corredores de bolsa en Shearson.
Se especializó en psicología y economía en la Universidad de Tufts, donde se graduó summa cum laude. En Tufts, Dimon escribió un ensayo acerca de las fusiones de Shearson; su madre le envió el ensayo a Sandy Weill, quien contrató a Dimon para trabajar en Shearson, donde se encargó de hacer presupuestos durante unas vacaciones de verano.
Luego de su graduación en Tufts, trabajó en consultoría de gestión durante dos años antes de matricularse en Harvard Business School, junto con sus compañeros de clase Jeff Immelt, Steve Burke, Stephen Mandel y Seth Klarman. Durante el verano en Harvard, trabajó en Goldman Sachs. Se graduó en 1982, obteniendo un MBA como Baker Scholar.
Después de graduarse de Harvard, Sandy Weill lo convenció de rechazar las ofertas de Goldman Sachs, Morgan Stanley y Lehman Brothers para unirse a él como asistente en American Express. Aunque Weill no pudo ofrecer la misma cantidad de dinero que los bancos de inversión, le prometió a Dimon que se divertiría. En ese momento, el padre de Dimon era vicepresidente ejecutivo de American Express.

## Carrera profesional

### Crédito comercial y transición a Citigroup
En 1985, Sandy Weill dejó American Express, y Dimon lo siguió. Luego, ambos se hicieron cargo de Commercial Credit, una compañía de financiamiento al consumo , de Control Data. A los 30 años, Dimon se desempeñó como director financiero, ayudando a cambiar la empresa. En 1998, a través de una serie de fusiones y adquisiciones, Dimon y Weill formaron un gran conglomerado de servicios financieros, Citigroup. Dimon dejó Citigroup en noviembre de 1998, después de que Weill le pidiera que renunciara durante un retiro ejecutivo de fin de semana. En ese momento se rumoreaba que él y Weill habían discutido en 1997 sobre que Dimon no promovía a la hija de Weill, Jessica M. Bibliowicz, aunque eso sucedió más de un año antes de su partida. Otro relato cita una solicitud de Dimon para ser tratado como un igual como la verdadera razón de abandonar Citigroup.

### Paso a J.P. Morgan

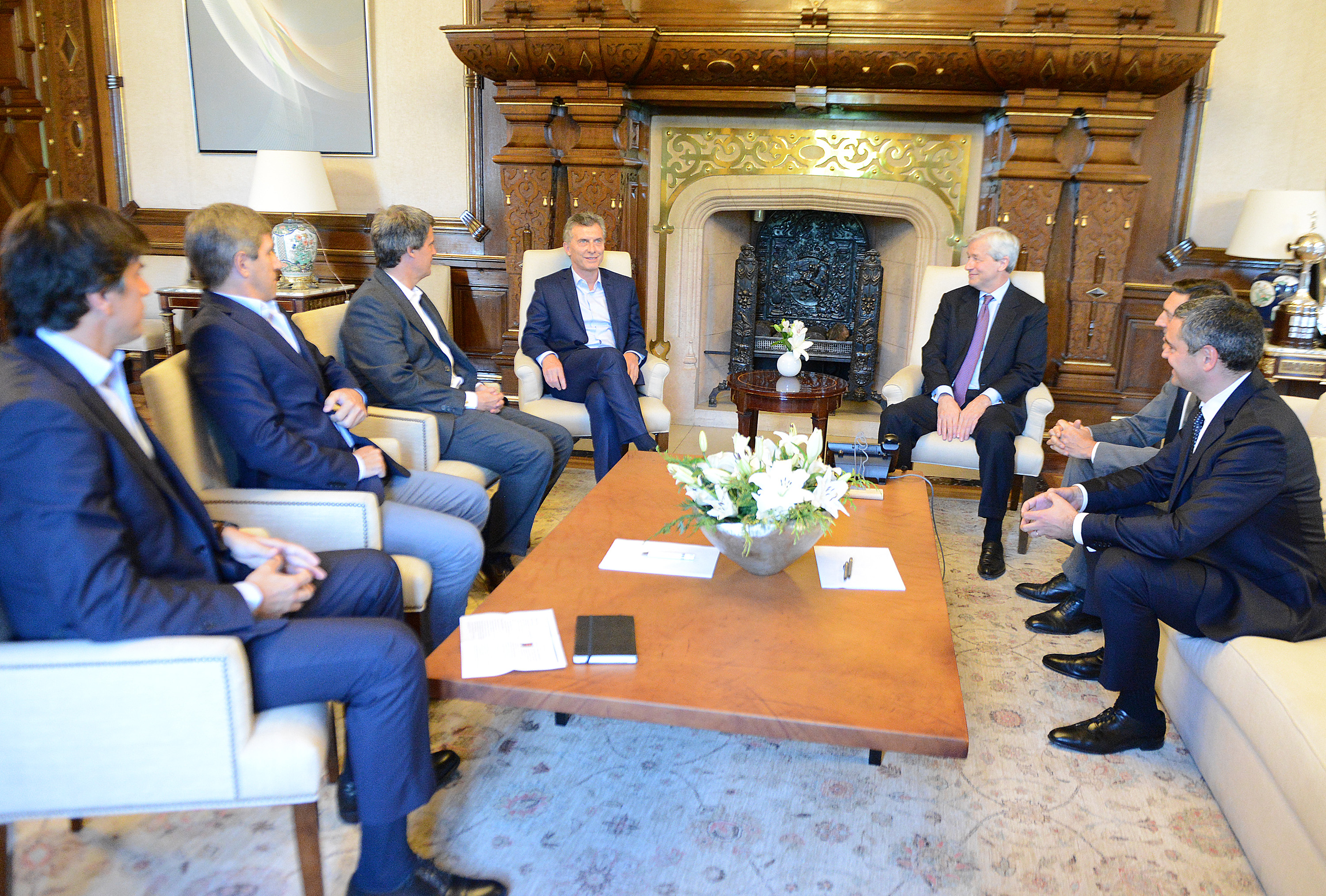
Entrevista de Dimon con el entonces presidente de Argentina, Mauricio Macri, para anunciar mayores inversiones de JP Morgan Chase en el país.

En marzo de 2000, Dimon se convirtió en director ejecutivo de Bank One, el quinto banco más grande del país. Cuando JPMorgan Chase adquirió Bank One en julio de 2004, Dimon se convirtió en presidente y director de operaciones de la empresa combinada.
El 31 de diciembre de 2005, fue nombrado director ejecutivo de JPMorgan Chase y el 31 de diciembre de 2006, fue nombrado presidente. En marzo de 2008, fue miembro de la junta de Clase A del Banco de la Reserva Federal de Nueva York. Bajo su liderazgo, y con las adquisiciones durante su mandato, JPMorgan Chase se convirtió en el banco estadounidense líder en activos domésticos bajo administración, valor de capitalización de mercado y valor de acciones que cotizan en bolsa. En 2009, Dimon fue considerado uno de los "directores ejecutivos de TopGun" por Brendan Wood International, una agencia de asesoría.
El 26 de septiembre de 2011, Dimon estuvo involucrado en un acalorado intercambio de alto perfil con Mark Carney, el gobernador del Banco de Canadá, en el que Dimon afirmó que las disposiciones de las regulaciones financieras internacionales de Basilea III discriminan a los bancos estadounidenses y que son "anti-estadounidenses ". El 10 de mayo de 2012, JPMorgan Chase inició una conferencia telefónica de emergencia para informar sobre una pérdida de al menos US$ 2 mil millones en operaciones que, según Dimon, estaban "diseñadas para cubrir los riesgos crediticios generales del banco". La estrategia fue, en sus palabras: "defectuosa, compleja, mal revisada, mal ejecutada y mal monitoreada". El episodio fue investigado por la Reserva Federal, la SEC y el FBI y el actor central fue etiquetado con el epíteto de la ballena de Londres.
En enero de 2012, hizo un comentario acerca de la Regla Volcker, "Parte de la Regla Volcker con la que estuve de acuerdo, que no es un intercambio de accesorios. Pero la creación de mercado es una función esencial. Y el público debe reconocer que tenemos los mercados de capitales más amplios, profundos y transparentes del mundo. Y parte de eso es debido a que tenemos una gran creación de mercado. Si sus reglas se escribieron como se redactaron originalmente; Sospecho que llegaran a cambiar, porque dificultaría ser un creador de mercado en los Estados Unidos ". Se desempeñó como presidente del comité ejecutivo de The Business Council durante 2011 y 2012.
El 24 de enero de 2014, se anunció que Dimon recibiría US$ 20 millones por su trabajo durante el 2013, un año el cual marcó ganancias récord y precio de las acciones bajo el reinado de Dimon, a pesar de pérdidas significativas debido a escándalos y pagos de multas. La adjudicación fue un aumento del 74%, que incluyó más de US$ 18 millones en acciones restringidas. Esto a pesar del reciente acuerdo de US$ 13 mil millones con el gobierno de los Estados Unidos, el más grande de la historia, por malas hipotecas y prácticas durante la crisis financiera. Forbes informó que, en un comunicado posterior a la noticia de la compensación de Dimon, el banco dijo: "Bajo la dirección del Sr. Dimon, la Compañía ha fortalecido su infraestructura y procesos de control y fortalecido cada uno de sus negocios clave mientras continúa enfocándose en fortalecer las capacidades de liderazgo de la Compañía. en todos los niveles ". 

### Fondos TARP federales
Como director de JPMorgan Chase, una de sus tareas fue la de supervisar la transferencia de $ 25 mil millones en fondos del Departamento del Tesoro de los Estados Unidos al banco, bajo el Programa de Alivio de Activos en Problemas (TARP). Esta fue la quinta mayor cantidad transferida en virtud de la Sección A del TARP para ayudar a los activos en problemas relacionados con hipotecas residenciales. Se ha informado que JPMorgan Chase se encontraba en una situación financiera mucho mejor que otros bancos y no necesitaba fondos del TARP, pero aceptó los fondos porque el gobierno no quería destacar solo a los bancos con emisiones de capital. En febrero de 2009, JPMorgan Chase anunció que utilizaría su fortaleza monetaria de base de capital para adquirir nuevos negocios.
Para febrero de 2009, el gobierno de los Estados Unidos no avanzó para hacer cumplir la intención de TARP de financiar a JPMorgan Chase con $ 25 mil millones. Ante la inacción gubernamental, Dimon fue citado durante la semana del 1 de febrero de 2009, diciendo:
JPMorgan Chase era posiblemente el más saludable de los nueve bancos más grandes de EE. UU., lo cual no necesitó tomar fondos del TARP. Para alentar a los bancos más pequeños con activos en problemas a aceptar este dinero, el secretario del Tesoro, Henry Paulson, presuntamente coaccionó a los directores ejecutivos de los nueve bancos más grandes para que aceptaran dinero del TARP con poca antelación.

### Esfuerzos políticos
Dimon dona principalmente al Partido Demócrata. En mayo de 2012, se describió como "apenas un demócrata" afirmó:
Después del triunfo de Obama en las elecciones presidenciales de 2008, se especuló que Dimon serviría en la administración de Obama como secretario del Tesoro. Pero finalmente fue nombrado presidente del Banco de la Reserva Federal de Nueva York, Timothy Geithner, para el cargo.
Tras la adquisición de Washington Mutual por JPMorgan Chase, Obama comentó sobre el manejo de Dimon acerca del colapso inmobiliario, la crisis crediticia y el colapso bancario que afectó a varias corporaciones en todo el país, incluidas las principales instituciones financieras como Bank of America, Citibank y Wachovia (luego adquirida por Wells Fargo).
Dimon ha tenido estrechos vínculos con algunas personas en la Casa Blanca de Obama, incluido el exjefe de gabinete Rahm Emanuel. Fue uno de los tres directores ejecutivos, junto con Lloyd Blankfein y Vikram Pandit, que Associated Press dijo que tuvo acceso liberal al exsecretario del Tesoro Timothy Geithner. No obstante, Dimon a menudo ha realizado críticas con algunas de las políticas de Obama. 
El 15 de mayo de 2012, en el episodio de The View de ABC, Obama respondió a una pregunta de Whoopi Goldberg sobre las pérdidas comerciales de JPMorgan Chase por un valor de 2.000 millones de dólares, defendiendo a Dimon de las acusaciones de irresponsabilidad, diciendo: "En primer lugar, JP Morgan es uno de los los bancos mejor gestionados que existen. Jamie Dimon, su director, es uno de los banqueros más inteligentes que tenemos ", pero agregó," va a ser investigado ".
En diciembre de 2016, formó parte de un foro empresarial organizado por el entonces presidente electo Donald Trump para brindar asesoramiento estratégico y político sobre cuestiones económicas.
El 7 de abril de 2021, se pronunció en contra de la deducción de impuestos estatales y locales (SALT), lo que implica que era una deducción de impuestos principalmente para los ricos diciendo que estados como California, Nueva York, Nueva Jersey, Connecticut e Illinois "continúan luchando por deducciones de impuestos estatales y locales ilimitadas (porque obtienen el 40% del beneficio) a pesar de que son conscientes de que más del 80% de esas deducciones se acumularán para las personas que ganen más de $ 339,000 al año ".

### Ballena de Londres
En el caso de la pérdida comercial de JPMorgan Chase de 2012, según un informe del Senado de EE. UU. publicado en marzo de 2013 después de 9 meses de investigación, Según la investigación, Dimon engañó a los inversores y reguladores en abril cuando las pérdidas aumentaron peligrosamente a 6.200 millones de dólares en derivados "monstruosos" de apuesta realizada por el llamado "London Whale" Bruno Iksil. Según Carl Levin, presidente de este panel, JP Morgan tuvo "una operación comercial que acumuló riesgos, ignoró los límites a la toma de riesgos, ocultó pérdidas, eludió la supervisión y desinformó al público". Dimon desestimó los dichos de la prensa sobre posibles pérdidas en el libro de Iksil como una "tempestad en una tetera" el 13 de abril de 2012 cuando supo que Iksil ya había perdido mil millones de dólares, lo que llevó a Levin a decir "Ninguna de esas declaraciones hechas el 13 de abril a la público, a los inversionistas, a los analistas era cierto ", y" el banco también se olvidó de revelar ese día que la cartera tenía posiciones masivas de las que era difícil salir, que estaban violando en cantidades masivas los límites de riesgo clave ".
Dimon corrigió esa información incorrecta un mes después, antes de que se revelara el daño real, luego de que el organismo de control financiero de la Bolsa y Valores de Estados Unidos comenzara a revisar las pérdidas.

## Vida personal
En 1983, contrajo matrimonio con Judith Kent, a quien conoció en la Escuela de Negocios de Harvard. Tienen tres hijas: Julia, Laura y Kara Leigh. Julia y Kara asistieron a la Universidad de Duke, mientras que Laura es una periodista independiente y graduada de Barnard College que anteriormente trabajó para New York Daily News y actualmente es productora de ABC News.
En el 2014, se le diagnosticó cáncer de garganta. Recibió ocho semanas de radiación y quimioterapia que finalizaron en septiembre de 2014 En marzo de 2020, a la edad de 63 años, se sometió a una "cirugía cardíaca de emergencia". El motivo fue reparar una disección aórtica aguda, un desgarro en la capa interna de la aorta, una arteria que es el vaso sanguíneo más grande del cuerpo. Según JP Morgan, Dimon se recuperó bien de la cirugía, con Gordon Smith y Daniel Pinto a cargo del banco hasta su regreso. En abril de 2020, se anunció que Dimon regresó a trabajar en una capacidad remota debido a la pandemia de COVID-19.

## Premios y honores
- 1994, The Browning School Athletic Hall of Fame[53]
- 2006, Golden Plate Award of the American Academy of Achievement presented by Richard M. Daley, the Mayor of Chicago[54][55]
- 2010, The Executives' Club of Chicago's International Executive of the Year[56]
- 2011, National Association of Corporate Directors Directorship 100[57]
- 2012, Intrepid Salute Award[58]
- 2016, Americas Society Gold Medal[59]